# Alphée Maziéras
Alphée Maziéras, né le 24 août 1912 à Évaux-les-Bains et mort pour la France le 18 novembre 1944 à Badonviller, est un militaire et résistant français, Compagnon de la Libération. Officier Saint-Cyrien en poste en Afrique au début de la Seconde Guerre mondiale, il décide de se rallier à la France libre et combat au Gabon et en France où il est tué lors de la bataille des Vosges.

## Biographie

### Jeunesse et engagement
Alphée Maziéras naît le 24 août 1912 à Évaux-les-Bains, dans la Creuse, d'un père receveur des contributions directes. Au gré des affectations de son père, Alphée effectue sa scolarité élémentaire à Évaux-les-Bains et à La Souterraine dans la Creuse puis à La Coquille en Dordogne. Il étudie ensuite au lycée de Périgueux où son père a été muté puis part à Bordeaux pour y effectuer une classe préparatoire aux grandes écoles. En 1933, il entre à l'école spéciale militaire de Saint-Cyr dans la promotion Albert Ier. En 1935, il termine sa formation à Saint-Cyr et est affecté sur la ligne Maginot pendant un an avant d'être muté au Cameroun en décembre 1936. En afrique, entre autres fonctions, il est commandant de la subdivision de Guider en pays Kirdi.

### Seconde Guerre mondiale
Toujours en Afrique au début de la Seconde Guerre mondiale, Alphée Maziéras, alors lieutenant, fait partie d'un détachement destiné à partir en renfort en métropole. Cependant, la signature de l'armistice du 22 juin 1940 empêche le départ et le consigne à Douala. Désireux de poursuivre la lutte contre l'Allemagne, il décide de se rallier au général de Gaulle et fait partie des hommes qui accueillent le colonel Leclerc à Douala en août 1940. Après avoir contribué activement au ralliement du Cameroun à la France libre, il participe à la campagne du Gabon à l'issue de laquelle il reçoit une citation à l'ordre des forces françaises libres pour avoir fait de nombreux prisonniers.
Alphée Maziéras prend ensuite part à la guerre du désert en Libye à partir de février 1942. Commandant un peloton lors de la campagne du Fezzan, il reçoit une citation à l'ordre de l'armée après avoir sauvé un camarade blessé en le récupérant à peine 200 mètres devant trois mitrailleuses ennemies. Peu de temps après, alors qu'il se trouve à Faya-Largeau, au Tchad, il est grièvement blessé dans un accident de moto et doit être hospitalisé pendant plusieurs mois en Afrique du Sud. Une fois rétabli, il est affecté à l'état-major de Rabat puis est muté à la 2e division blindée au sein de laquelle il intègre le régiment de marche du Tchad (RMT). Il rejoint son nouveau régiment en octobre 1944 à Rambervillers, dans les Vosges, et prend le commandement de la 11e compagnie.
En pleine bataille des Vosges, le RMT installe son poste de commandement au hameau des carrières à Badonviller, devant le village de Bréménil. Le 18 novembre 1944, alors que Maziéras et son supérieur sont en réunion, un tir d'artillerie allemande dévaste le PC, tuant les deux hommes. Alphée Maziéras est inhumé à la nécropole nationale de Colmar.

## Décorations
|  |  |  |  |  |  |
|  |  |  |  |  |  |

| Chevalier de la Légion d'honneur                 | Chevalier de la Légion d'honneur                 | Chevalier de la Légion d'honneur                 | Compagnon de la Libération Par décret du 23 mai 1942 | Compagnon de la Libération Par décret du 23 mai 1942 | Compagnon de la Libération Par décret du 23 mai 1942 | Croix de guerre 1939-1945 Avec deux palmes   | Croix de guerre 1939-1945 Avec deux palmes   | Croix de guerre 1939-1945 Avec deux palmes   |                                              |                                              |                                              |
| Médaille de la Résistance française Avec rosette | Médaille de la Résistance française Avec rosette | Médaille de la Résistance française Avec rosette | Médaille de la Résistance française Avec rosette     | Médaille de la Résistance française Avec rosette     | Médaille de la Résistance française Avec rosette     | Médaille coloniale Avec agrafe "Fezzan 1942" | Médaille coloniale Avec agrafe "Fezzan 1942" | Médaille coloniale Avec agrafe "Fezzan 1942" | Médaille coloniale Avec agrafe "Fezzan 1942" | Médaille coloniale Avec agrafe "Fezzan 1942" | Médaille coloniale Avec agrafe "Fezzan 1942" |

## Hommages
- À Périgueux, une rue a été baptisée en son honneur[5].
- À Vaunac, son nom est inscrit sur le monuments aux Morts de la commune[6].
- À Compiègne, dans les anciens locaux de l'école d'état-major, son nom figure sur une plaque commémorant les anciens élèves[7].
- À Paris, son nom est inscrit sur le monument de la 2e DB, Place du 25-Août-1944[8].